# ویسواف گاولیکوسکی
ویسواف گاولیکوسکی (انگلیسی: Wiesław Gawlikowski؛ زادهٔ ۲ ژوئیهٔ ۱۹۵۱) ورزشکار ورزش تیراندازی اهل لهستان است.
وی در مسابقات کشوری و بین‌المللی در مجموع برندهٔ ۱ مدال برنز شده‌است.